# Staurophlebia bosqi
Staurophlebia bosqi är en trollsländeart som beskrevs av Navás 1927. Staurophlebia bosqi ingår i släktet Staurophlebia och familjen mosaiktrollsländor. IUCN kategoriserar arten globalt som starkt hotad. Inga underarter finns listade i Catalogue of Life.